# Герб Кировского района (Приморский край)
Герб муниципального образования Кировский муниципальный район Приморского края Российской Федерации — является символом, выражающим самостоятельно традиции района и указывающим на принадлежность его, как муниципального района, к Приморскому краю.
Герб утверждён Решением № 227 Думы Кировского муниципального района 28 марта 2006 года и внесён в Государственный геральдический регистр Российской Федерации — № 2239.

## Описание герба
«В золотом поле правая волнистая лазоревая перевязь, сопровождённая вверху червлёным цветком лотоса, внизу — лазоревым источником с четырьмя струями и тремя каплями».

## Обоснование символики
Золотое поле герба символизирует цвет солнца, хлеба, олицетворяющий тепло и процветание.
В верхнем левом углу изображен лотос, цветок, занесённый в «Красную книгу». В районе множество мест, где он произрастает. Изображение лотоса символизирует уникальную природу Кировского района, которую нужно оберегать, красоту и величие природных богатств района.
В нижнем правом углу изображен источник минеральной воды «нарзан» — главное достояние Кировского района. Источник символизирует возрождение, чистоту.

## История герба
Первый вариант герба Кировского района был утверждён решением № 531 Думы Кировского района 29 июля 2004 года. Автором первоначального варианта герба Кировского района являлся учитель географии МОУ «СОШ с. Хвищанка» Александр Грицаюк. Герб имел следующий вид: Щит скошен справа лазоревой перевязью на зелёное и золотое поля. В верхней части щита пурпурный цветок лотоса, в нижней — голубой источник.
14 ноября 2005 года Дума Кировского района утвердила новый вариант герба. Обновлённый герб повторял композицию герба 2004 года, но уже с волнистой перевязью.
Документы по утверждению герба были переданы в Геральдический Совет при Президенте РФ для проведения геральдической экспертизы и внесения герба в Государственный геральдический регистр Российской Федерации. По настоянию геральдического Совета, из-за нарушения правил тинктур, в Положение о гербе были внесены изменения — цвет верхнего зелёного поля заменён на золото. Данные изменения были утверждены Решением Думы Кировского муниципального района Приморского края 28 марта 2006 года.